# Liste von Glam-Metal-Bands
Die folgende Liste enthält Bands, welche als Glam Metal und dessen Synonyme, Pop Metal und Hair Metal, beschrieben werden. Glam Metal ist ein Subgenre des Hard Rocks und Heavy Metals.

## Liste
| Bandname                             | Beleg         |
| ------------------------------------ | ------------- |
| Alice Cooper (1986–1991)             | [ 1 ] [ 2 ]   |
| Angel                                | [ 3 ]         |
| Autograph                            | [ 4 ]         |
| Big Bang Babies                      | [ 5 ]         |
| Black ’n Blue                        | [ 6 ]         |
| BlackRain                            | [ 7 ]         |
| Blue Tears                           | [ 8 ]         |
| Bon Jovi                             | [ 9 ]         |
| Brighton Rock                        | [ 10 ]        |
| Britny Fox                           | [ 11 ]        |
| Cinderella                           | [ 12 ]        |
| Crashdïet                            | [ 13 ]        |
| Cycle Sluts from Hell                | [ 14 ]        |
| Danger Danger                        | [ 15 ]        |
| De La Cruz                           | [ 16 ]        |
| Diamond Rexx                         | [ 17 ]        |
| Dirty Penny                          | [ 18 ]        |
| D’Molls                              | [ 19 ]        |
| The Dogs D’Amour                     | [ 20 ]        |
| Dokken                               | [ 21 ]        |
| Easy Action                          | [ 22 ]        |
| Enuff Z’nuff                         | [ 23 ]        |
| Europe (1985–1991)                   | [ 24 ]        |
| Ezo                                  | [ 20 ]        |
| Faster Pussycat                      | [ 12 ] [ 25 ] |
| FireHouse                            | [ 26 ]        |
| Great White                          | [ 27 ]        |
| Hanoi Rocks                          | [ 12 ]        |
| Hawk                                 | [ 28 ]        |
| Heaven’s Edge                        | [ 20 ]        |
| Hurricane                            | [ 29 ]        |
| Impotent Sea Snakes                  | [ 30 ]        |
| Jetboy                               | [ 31 ]        |
| Keel                                 | [ 32 ]        |
| Kik Tracee                           | [ 33 ]        |
| King Kobra                           | [ 34 ]        |
| Kiss (1983–1989)                     | [ 35 ]        |
| Lillian Axe                          | [ 36 ]        |
| Lita Ford                            | [ 37 ]        |
| Lion                                 | [ 20 ]        |
| Lizzy Borden                         | [ 38 ]        |
| London                               | [ 39 ]        |
| Loudness (1984–1991)                 | [ 40 ]        |
| Loud’N’Nasty                         | [ 41 ]        |
| Mötley Crüe                          | [ 12 ] [ 42 ] |
| Mr. Big                              | [ 43 ]        |
| Nasty Crue                           | [ 44 ]        |
| Nasty Habit                          | [ 45 ]        |
| Nelson                               | [ 46 ]        |
| Night Laser                          | [ 47 ]        |
| Nitro                                | [ 12 ]        |
| Ozzy Osbourne (nur The Ultimate Sin) | [ 48 ]        |
| Pantera (1981–1988)                  | [ 49 ]        |
| Poison                               | [ 12 ] [ 50 ] |
| Pretty Boy Floyd                     | [ 12 ]        |
| Ratt                                 | [ 12 ] [ 51 ] |
| Reckless Love                        | [ 52 ]        |
| Rough Cutt                           | [ 53 ]        |
| Roxx Gang                            | [ 20 ]        |
| Shotgun Messiah                      | [ 54 ]        |
| Skid Row                             | [ 55 ]        |
| Sleeze Beez                          | [ 56 ]        |
| Smashed Gladys                       | [ 19 ]        |
| Spinal Tap                           | [ 57 ]        |
| Steelheart                           | [ 58 ]        |
| Steel Panther                        | [ 59 ]        |
| Stryper                              | [ 60 ]        |
| Tigertailz                           | [ 61 ]        |
| Tuff                                 | [ 20 ]        |
| Twisted Sister                       | [ 62 ]        |
| Vain                                 | [ 20 ]        |
| Vinnie Vincent Invasion              | [ 63 ]        |
| Vixen                                | [ 64 ]        |
| Warrant                              | [ 12 ]        |
| W.A.S.P.                             | [ 65 ]        |
| White Lion                           | [ 66 ]        |
| Whitesnake                           | [ 67 ]        |
| White Tiger                          | [ 68 ]        |
| Wildstreet                           | [ 69 ]        |
| Winger                               | [ 70 ]        |
| Wrathchild                           | [ 71 ]        |
| X Japan (1982–1991)                  | [ 72 ]        |
| Y&T                                  | [ 73 ]        |